# N713 (België)
De N713 is een gewestweg in België nabij de plaats Overpelt. De ruim 1 kilometer lange route verbindt de N712 met de N71 en de N74.
De gehele route bestaat uit twee rijstroken voor beide rijrichtingen samen.